# Frälsare, vi åter dröja
Frälsare, vi åter dröja är en psalm med text skriven 1919 av August Bohman med svensk musik från 1676.

## Publicerad i
- Psalmer och Sånger 1987 som nr 500 under rubriken "Kyrkoåret - Fastan"[1]